# Pamela Anderson
Pamela Denise Anderson (født 1. juli 1967) er canadisk-amerikansk model og skuespillerinde.
Pamela blev født i Ladysmith, British Columbia i Canada. I 1988 flyttede hun til British Columbias hovedby Vancouver.
Som 22-årig, i 1989 startede hun som model, for ølmærket Labatt. Hun blev populær og tog til Los Angeles, USA, for at blive model i Playboy magazine. I 1991 startede hun sin skuespillerkarriere og i 1992 fik hun sit internationale gennembrud som C. J. Parker i den amerikanske tv-serie Baywatch og Pamela i sin røde badedragt blev nærmest seriens varemærke.
I 1995 blev hun gift med trommeslageren Tommy Lee fra heavy metal-gruppen Mötley Crüe, de fik sammen børnene Brandon Thomas Lee og Dylan Jagger. Desuden blev parrets private sexvideo stjålet og udsendt på Internettet, inden parret blev skilt i 1998.
Siden Baywatch' har Pamela levet et Hollywood-liv, hun har igen været Playboy-model, hun har skrevet en selvbiografi, medvirket i nogen få film (bl.a. Stripperella & Baywatch: Hawaiian Wedding & Borat), indspillet en single (med Bryan Adams).
Hun har arbejdet meget for at redde truede dyrearter samt dyrearter som ikke er truede, som f.eks. grindehvalen. I august 2014 rejste hun til Færøerne for at vise sin støtte til Sea Shepherd Conservation Society i deres kampagne GrindStop 2014, som går ud på at forhindre færinger i at dræbe grindehvaler. Der deltog hun i et pressemøde, som fik stor opmærksomhed fra udenlandsk og færøsk presse. MetroExpres skrev, at færinger, som dræber grindehvaler var rå og psykotiske, ligesom hun argumenterede for, at grindedrabene finder sted for morskabens skyld. I samme artikel udtalte den danske hvalekspert Carl Christian Kinze, at det ikke var sandt. Han mente, at bestanden sagtens kunne tåle færingernes hvalfangst.

## Filmografi

### Film
- 1991 – The Taking of Beverly Hills
- 1993 – Snapdragon
- 1994 – Raw Justice
- 1996 – Naked Souls
- 1996 – Barb Wire
- 2002 – Scooby-Doo
- 2003 – Scary Movie 3
- 2003 – Pauly Shore Is Dead
- 2005 – No Rules
- 2006 – Borat
- 2008 – Superhero Movie
- 2008 – Blonde And Bloner
- 2010 – Costa Rican Summer
- 2011 – Hollywood & Wine
- 2013 - Jackhammer
- 2015 - What Are Men Doing! 2
- 2016 - The People Garden
- 2017 - The Institute
- 2017 - Baywatch
- 2017 - SPF-18
- 2018 - Nicky Larson et le parfum de Cupidon
- 2022 - Alone at Night

### Tv-serier
- 1992-1997 – Baywatch